# Мордонт, Пенни
Пенелопа Мэри Мордонт (англ. Penelope Mary Mordaunt; род. 4 марта 1973, Торки, Девон) — британский политический и государственный деятель. Первая женщина — министр обороны Великобритании (с 1 мая по 24 июля 2019 года). Лидер Палаты общин и лорд-председатель Совета с 6 сентября 2022 года по 5 июля 2024.
В качестве Лорд-председателя Совета Мордонт председательствовала на церемонии вступления на престол в Сент-Джеймсском дворце Карла III 10 сентября 2022 года.

## Биография
Происходит из семьи, исторически связанной с Лейбористской партией — в числе предков Пенни Мордонт есть Филипп Сноуден, первый лейборист в должности канцлера казначейства, а также Джордж Лэнсбери, лидер партии в 1930-е годы и дед актрисы Анджелы Лэнсбери.
Окончила Оклендскую католическую школу в Вотерлувиле (Гэмпшир), затем работала ассистенткой иллюзиониста и первой в своей семье поступила в университет (изучала философию в Редингском университете). В студенческие годы брала академический отпуск, который провела в Румынии, работая в больницах и приютах (по собственным словам Пенни Мордонт, именно тогда заинтересовалась политикой).
В 2010 году избрана в Палату общин от округа Северный Портсмут.
Резервист военно-морского флота Великобритании в звании младшего лейтенанта (береговое резервное подразделение HMS King Alfred на базе ВМС в Портсмуте).
В 2014 году приняла участие в реалити-шоу британского телевидения Splash!, соревнуясь со знаменитостями в прыжках в воду (её тренировал Томас Дейли).
15 июля 2014 года премьер-министр Дэвид Кэмерон произвёл серию перестановок в своём кабинете, в числе прочих мер назначив Пенни Мордонт парламентским помощником министра сообществ и местного самоуправления.

### В консервативных правительствах

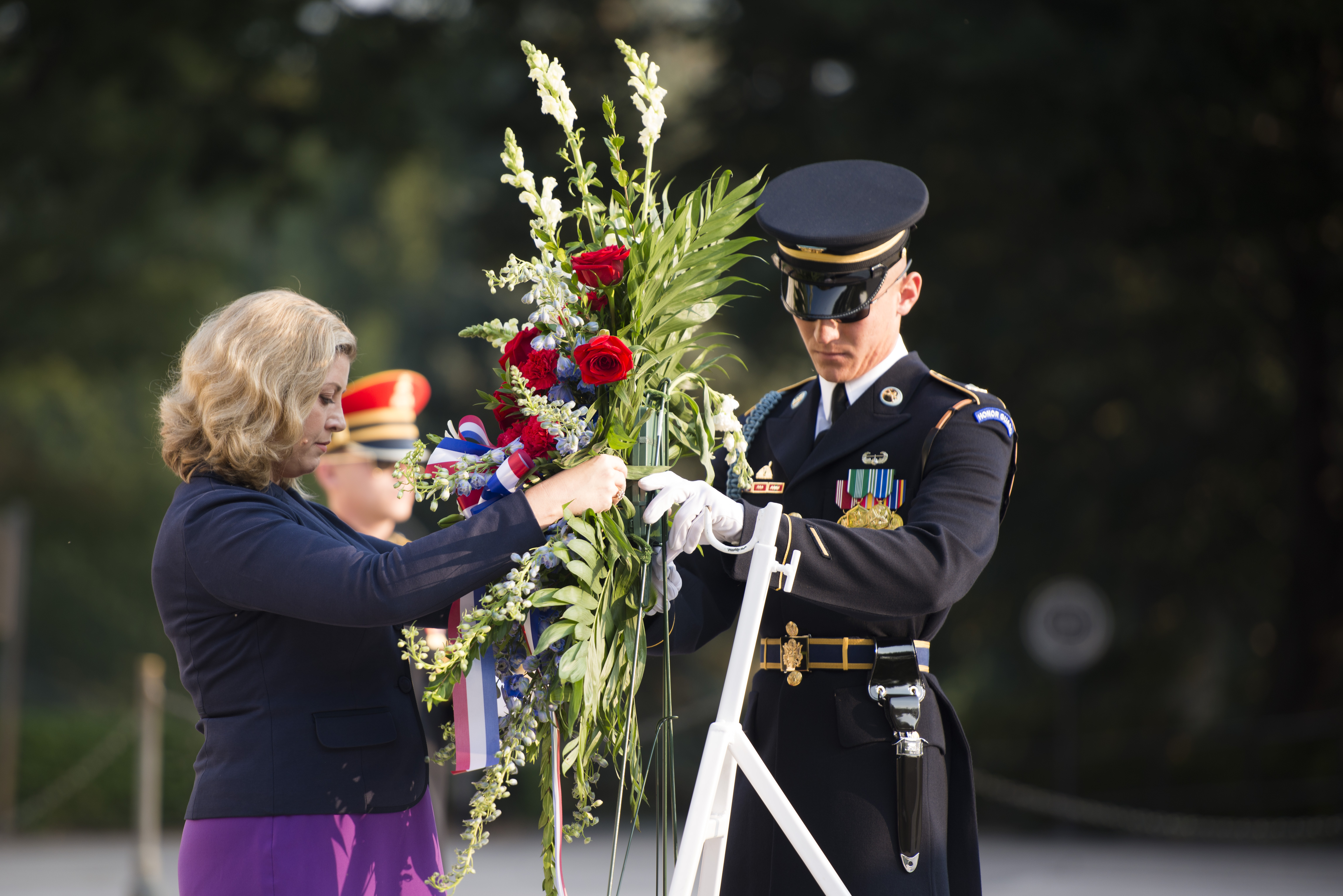
На церемонии возложения венка к Могиле неизвестного солдата на Арлингтонском кладбище в США (4 сентября 2015 года).

11 мая 2015 года Кэмерон сформировал первый за 18 лет полностью консервативный кабинет, и Пенни Мордонт стала первой в британской истории женщиной на посту младшего министра Вооружённых сил.
В ходе подготовки к референдуму 2016 года о членстве Великобритании в Евросоюзе агитировала за Брекзит. В частности, выступая в программе Эндрю Марра на Би-би-си, заявила, что Великобритания не имеет возможности предотвратить вступление Турции в Европейский союз, но это её утверждение было в тот же день опровергнуто премьер-министром Кэмероном и истолковано политическими противниками как сознательная ложь.
В 2016 году поддерживала кандидатуру Андреа Ледсом, боровшейся за лидерство в Консервативной партии, в том числе участвовала в марше к зданию парламента под лозунгом «Leadsom for leader». Написала в статье для Conservative Home, что новому лидеру партии необходимы твёрдая уверенность в благоприятном для Великобритании будущем вне ЕС, а также изрядные способности переговорщика, и что Ледсом наилучшим образом удовлетворяет данным требованиям.
В июле 2016 года Тереза Мэй сформировала своё правительство, в котором Мордонт стала младшим министром по делам лиц с ограниченными возможностями в Министерстве труда и пенсий.
По итогам досрочных парламентских выборов 2017 года, которые выявили некоторое снижение популярности консерваторов, Мордонт заручилась в своём прежнем избирательном округе поддержкой 54,8 % избирателей, на 7,8 % улучшив результат выборов 2015 года (её основной соперник, лейборист Румал Хан, получил только 33,7 %).
9 ноября 2017 года после вынужденной отставки Прити Пател назначена министром международного развития во втором кабинете Мэй. С 2018 года — министр по делам женщин и равенства.
1 мая 2019 года назначена министром обороны Великобритании, став первой женщиной на этой должности в истории Великобритании и сохранив за собой пост министра по делам женщин и равенства.
24 июля 2019 года сформировано правительство Бориса Джонсона, в котором Мордонт не получила никакого назначения.
13 февраля 2020 года в ходе серии перестановок во втором кабинете Джонсона назначена генеральным казначеем без права участия в заседаниях правительства.
16 сентября 2021 года в ходе перестановок во втором правительстве Джонсона назначена младшим министром торговой политики Великобритании.

### Борьба за лидерство в Консервативной партии
13 июля 2022 года в первом туре выборов лидера Консервативной партии ввиду отставки Бориса Джонсона заняла второе место, получив 67 голосов депутатов парламента и уступив победителю — Риши Сунаку, которого поддержали 88 депутатов.

### Работа в правительстве Лиз Трасс
6 сентября 2022 года при формировании правительства Лиз Трасс назначена лидером Палаты общин и лордом — председателем Совета.
24 октября 2022 года ввиду объявления об отставке Лиз Трасс должен был стартовать процесс новых выборов лидера консерваторов, но после снятия своих кандидатур Борисом Джонсоном и Пенни Мордонт единственным кандидатом остался Риши Сунак. В соответствии с процедурой он и занял пост нового лидера партии.

### Работа в правительстве Риши Сунака
25 октября 2022 года по завершении правительственного кризиса был сформирован кабинет Риши Сунака, в котором Мордонт сохранила прежние должности.
5 июля 2024 года после поражения консерваторов на парламентских выборах было сформировано лейбористское правительство Кира Стармера, в котором лидером Палаты общин стала Люси Пауэлл.
По результатам всеобщих выборов 4 июля 2024 Пенни Мордонт потеряла место в парламенте, уступив лейбористской кандидатке Аманде Мартин.

## Личная жизнь
Находится в фактическом браке с директором ИТ-компании Ианом Лайоном (Ian Lyon).
Мордонт возглавляет фонд принадлежащего городским властям исторического имения Уаймеринг, главное здание которого построено в 1581 году, является старейшим в Портсмуте и славится своими легендами о населяющих его призраках бывших владельцев.

## Коронация Карла III и Камиллы
6 мая 2023 года Мордонт приняла участие в коронации Карла III и Камиллы, вручив украшенный драгоценностями меч Подношения в своей церемониальной роли лорда-председателя Тайного совета и носителя государственного меча. Она стала первой женщиной, исполнившей эту роль. Наряд Мордонт и её общая эффективность в несении тяжелого государственного меча стали вирусными в сети. Мордонт была одета в платье бирюзового цвета с золотыми папоротниками, вышитыми лондонской мастерской вышивки «Hand and Lock», и подходящую шляпу с замшевыми туфлями телесного цвета и жемчужными серьгами. Мордаунт рассказала, что перед церемонией принимала обезболивающие.

## Награды
- Дама-командор ордена Британской империи (13 июня 2025 года)[28]